# Roselete Fagundes de Aviz
Roselete Fagundes de Aviz é uma pesquisadora, escritora e educadora brasileira, de origem quilombola. Em 2023, foi uma das vencedoras do Prêmio Carolina Maria de Jesus de Literatura Produzida por Mulheres, na categoria Romance.

## Biografia
Nascida na Comunidade Quilombola Ribeirão do Cubatão, foi dali que retirou as histórias para escrever seu primeiro livro, "Encaracorlado". Graduou-se em Letras em 1996, pela Universidade da Região de Joinville, possui mestrado em Educação pela Universidade do Vale do Itajaí/SC (Univali), doutorado pela Universidade Federal de Santa Catarina (UFSC, 2012) e pós-doutorado (2017-2018) pela mesma instituição federal de ensino superior.

## Obras
- Cartas gravadas (2022)
- Encaracorlado (2023)